# Ichthydium leptum
Ichthydium leptum is een buikharige uit de familie Chaetonotidae. Het dier komt uit het geslacht Ichthydium. Ichthydium leptum werd in 1947 voor het eerst wetenschappelijk beschreven door Brunson. 